# Georg Scholz
Pour les articles homonymes, voir Scholz.
Georg Scholz (10 octobre 1890 - 27 novembre 1945) est un peintre réaliste allemand représentatif de la Nouvelle Objectivité.

## Biographie
Scholz est né à Wolfenbüttel, il reçoit une formation artistique à l'Académie de Karlsruhe où il a Hans Thoma et Wilhelm Trübner comme professeurs. Il étudie ensuite à Berlin avec Lovis Corinth. Après un service militaire durant la Première Guerre mondiale de 1915 à 1918, il reprend la peinture dans un style cubo-futuriste.
En 1919, Scholz devient membre du Parti communiste d'Allemagne et sa démarche des années suivantes est très critique envers l'ordre social et économique de l'Allemagne d'après-guerre, tel ces Paysans industriels (Industribauern en allemand) de 1920, une peinture à l'huile et collage parmi ses œuvres les plus connues. Typique des peintures qu'il produit au début des années 1920, elle combine une technique très contrôlée à un sarcasme corrosif.
Scholz  devient rapidement l'un des leaders de la Nouvelle Objectivité, un groupe d'artistes pratiquant une forme de réalisme cynique. Par leur férocité corrosive, les œuvres de Scholz rivalisent brièvement avec celles  de Max Beckmann, George Grosz et Otto Dix. Toutefois, en 1925, son approche s'adoucit vers une forme de néo-classicisme, comme on le voit dans l' Autoportrait en face d'une colonne publicitaire de 1926et le Nu assis avec un buste en plâtre de 1927.
Nommé professeur à l'Académie Baden des Beaux-Arts de Karlsruhe en 1925, il a notamment Rudolf Dischinger comme élève. À partir de 1926, Scholz participe à la revue satirique Simplicissimus et en 1928, il visite Paris où il apprécie particulièrement l'œuvre de Bonnard. En 1933, avec la montée en puissance de Hitler et du national-socialisme, il est rapidement démis de ses fonctions. Déclaré artiste dégénéré, ses œuvres sont saisies en 1937 dans le cadre d'une campagne nazie de purification de la culture allemande et il lui est interdit de peindre en 1939.
En 1945, les forces d'occupation françaises le nomment maire de Waldkirch, où il meurt la même année.

## Œuvres
- 1920 Les Gros Exploitants, huile et collage sur contreplaqué, 98 × 70 cm, Wuppertal, Von der Heydt Museum[2]

## Sources et références
- (en) Cet article est partiellement ou en totalité issu de l’article de Wikipédia en anglais intitulé « Georg Scholz » (voir la liste des auteurs).